# 小春のぞみ
小春 のぞみ（こはる のぞみ、1989年5月11日 - ）は、日本のAV女優。アスタープロモーション所属。
身長:152cm。スリーサイズ:B80(B)・W56・H80cm。血液型:A型。

## 略歴・人物
2009年にデビューしたロリ系AV女優である。

## 出演作品

### アダルトビデオ
- 危ないお絵かき… （2009年12月25日、スカーラ）
- こはる （2010年2月13日、無垢）
- 無垢ナ女子高生限定ソープランド こはる 2 （2010年11月13日、無垢）

### アダルトサイト
- g202 仲村 美奈代 （ガールズブルー）
- No.347 MISATO （HimeMix）
- コハル　ノゾミ/青色4 （色眼鏡）